# ジナンドロモーフ・シスターズ
『ジナンドロモーフ・シスターズ』（Gynandromorph_Sisters）とは、ヒロカワミズキによるキャラクター・コンテンツの総称。
転じて、同人サークル「ああっいいよねっ淀ちゃんっ」による看板娘のキャラクターそのものをさす。

## 解説
独特な世界観と個性的な絵柄による一貫した製作が特徴とされ、2019年現在、シリーズ総売り上げは2100本を突破している。
シリーズ通しての主人公は、銀髪緑眼のフランクな美少女・淀ちゃんとされているが、モンスター娘、半妖、さらにはゲイやバイセクシャルなど、一辺倒によらないさまざまな性的趣向を持った個性的なキャラクターたちが、同一の世界観・様々な作品に渡って繰り返し登場するのが特徴。
累計作品数は50作品を超え、同一のキャラクターが登場し続けるデジタル作品としては類を見ない規模となっている。
DLsite、FANZAのダウンロード大手2社を主要取引先としており、歴史の長さから固定ファンも多い。

## 沿革
2011年2月ごろより、当時専門学校生だった作家・ヒロカワミズキにより、「手塚治虫のスター・システムを参考にした、オリジナルキャラクターによる　連作キャラクター・コンテンツ」が発案されたとしている。
2012年ごろより、“という名称で、看板娘・淀ちゃんによるイラスト創作活動を、pixiv、ニジエ等のSNSにて投稿し、独特な世界観から　サブカルチャー好きな固定ファンを増やしていった。
2014年8月、「Studio Gynandro Morph」(スタジオ　ジナンドロモーフ)　名義にて、DLsiteにて処女作「孕ませ澄ちゃん」販売開始。
以降、2019年に至るまで“看板娘のキャラクター・コンテンツ”という一貫したコンセプト“で50作品に渡り作品が作られ続けている。
2018年8月ごろより、ペンネーム・ヒロカワミズキ　サークル名義「ああっいいよねっ淀ちゃんっ」に改名。
製作サークル側は、『いつでも買えるダウンロード作品で、いつでも手に取れる』を展開のコンセプトとしており、不必要な購買欲を煽らないため、同人イベントへの出展等であっても、限定販売品は既出のイラストを使ったグッズ等にとどめるとしている。

## 『ジナンドロモーフ・シスターズ』という名称
『ジナンドロモーフ・シスターズ』（Gynandromorph_Sisters）とは、生物学用語である「Gynandromorph」からとられており、
「男性のための（えっちな）女性キャラクターである」という意味があるとされている（ただし作品数の増えた近年は、男性キャラクターとのロマンスを性的趣向とした作品も少なくない。）。
一方で作中キャラクターが用語として『ジナンドロモーフ・シスターズ』という言葉を用いることもあり、“名称付けとしての意味”と“意味のある作中用語”という、2種類が混在している形となっている。はじめてこの単語が出てきたのは、2016年4月発売の『孕ませ！ジナンドロモーフ・シスターズ！』であり、それまではただ単純に「看板娘グループ」などと呼ばれていた。製作サークル側は、「ただネットとかで検索するときに「ウチの作品である」ことがわかりやすいように、オリジナルコンテンツにわかりやすい統一の名称をつけた」ともしている。
サークル推奨の略称は『ジナシス』あるいは『じなしす』。